# Ontmaagding
Over ontmaagding (ook defloratie of de eerste keer) wordt gesproken wanneer een persoon voor het eerst geslachtsgemeenschap heeft. Vanaf dat moment is men geen maagd meer. Deze term wordt voor mannen en vrouwen gebruikt en zowel vrijwillige als onvrijwillige penetratie van de penis in de vagina worden als ontmaagding gezien. Onder de term ontmaagding wordt traditioneel het scheuren van het maagdenvlies bij de vrouw verstaan (defloratie). De moderne medische wetenschap heeft echter ontdekt dat slechts een deel van de meisjes een dusdanig maagdenvlies heeft dat het kan scheuren. 
Sinds de twintigste eeuw is ontmaagding een synoniem voor de eerste keer geslachtelijke betrekkingen van zowel de man als van de vrouw. Bij homoseksualiteit worden soms alternatieve definities gehanteerd zoals anale geslachtsgemeenschap of elkaar oraal of manueel bevredigen. Omgekeerd wordt anale geslachtsgemeenschap bij sommige culturen niet beschouwd als ontmaagding. Traditioneel vindt in verschillende religies de ontmaagding plaats als onderdeel van de huwelijksvoltrekking (consummatie). Binnen bepaalde islamitische culturen wordt het bloed dat tijdens het scheuren kan vrijkomen als bewijs van maagdelijkheid gezien. Naast voorlichting worden hiervoor soms medische ingrepen gepleegd.

## Pijn
Hoewel de eerste keer als zeer bijzonder wordt gezien, wordt deze meestal als niet erg prettig ervaren. Bij 50% van alle vrouwen is de eerste keer een pijnlijke ervaring. In 75% van de pijnlijke ervaringen is er sprake van het vrijkomen van bloed. Ook bij jongens kan de eerste keer pijn doen doordat de voorhuid over de eikel schuift. Niet alleen heeft een van de partners of hebben beiden geen ervaring met seks, maar de partners zijn ook nog niet seksueel op elkaar ingespeeld. Door de zenuwen blijft de opwinding vaak uit, waardoor de vagina niet nat wordt of de penis onvoldoende stijf, met als gevolg dat de penetratie moeizaam of pijnlijk verloopt.

## Leeftijd
De leeftijd waarop men de maagdelijkheid verliest verschilt per geslacht en per land. Leeftijden lopen sterk uiteen van soms 11 of 12 tot (ver) boven de 30 jaar. Er is onderzoek verricht naar 15-jarigen in 24 landen. Hieruit zou blijken dat 23,3% van de Nederlandse jongens en 20,5% van de Nederlandse meisjes geen maagd meer is. Nederland is hierin geenszins koploper, dat zijn Oekraïne voor de jongens met 47,1% en Engeland voor de meisjes met 39,9%. Hekkensluiters zijn Spanje bij de jongens met 17,2% en Noord-Macedonië bij de meisjes met 2,7%. Een onderzoek van UNICEF uit 2001 gaf als resultaat dat in 10 van de 12 onderzochte landen meer dan twee derde de maagdelijkheid verloor voor de twintigste verjaardag. In 2017 heeft de helft van de Nederlandse jongeren op de leeftijd van 18,6 jaar seks gehad. Volgens KRO's De Wandeling is 2% van de mensen boven de 30 jaar nog maagd. Overigens wordt er over de leeftijd waarop de ontmaagding plaatsvindt zeer regelmatig gejokt, zelfs in enquêtes, omdat men zich in veel ontwikkelde landen ervoor schaamt pas laat te zijn ontmaagd, terwijl men in traditionele culturen liever niet wil toegeven al voor het huwelijk seks te hebben gehad. De betrouwbaarheid van dit soort enquêtes laat hierdoor vaak te wensen over.

## Voorlichting
Volgens een onderzoek uit 2012 kwam voor ongeveer een derde van de Nederlandse jongeren de eerste keer onverwacht. Om jongeren voor te bereiden op de eerste keer wordt het thema behandeld binnen de seksuele voorlichting. Aandachtspunten hierbij zijn hoe jongeren bij zichzelf kunnen nagaan wanneer en bij wie het juiste moment is en te zorgen dat ze voorbereid zijn op het moment door bijvoorbeeld de beschikking te hebben over voorbehoedsmiddelen.